# Peter Maas (auteur)
Peter Maas (New York, 27 juni 1929 – aldaar, 23 augustus 2001) was een Amerikaanse journalist en auteur. Peter Maas was van Nederlandse en Ierse afkomst. 
Maas ging naar de Duke-universiteit. Hij was de biograaf van Francesco Vincent Serpico, een New Yorks politieofficier die getuigde tegen corruptie binnen de New York City Police Department. Hij is ook de auteur van Underboss, over het leven van Salvatore Gravano.
Zijn andere voorname bestsellers zijn The Valachi Papers, Manhunt en In a Child's Name, ontvanger van de 1991 Edgar Allan Poe Award voor het beste Fact Crime boek. The Valachi Papers, dat het verhaal van Maffiaoverloper Joe Valachi, wordt beschouwd als een oorspronkelijk werk, doordat het een heel genre van boeken voortbracht door of over een voormalige maffialid.
Hij had een gastoptreden in een aflevering van Homicide: Life on the Street, een Amerikaanse televisieserie.
Peter Maas was getrouwd met Audrey Gellen Maas met wie hij een zoon adopteerde. Hij stierf in 2001 in zijn geboorteplaats New York op 72-jarige leeftijd. 

## Werk
- 1967 – The Rescuer: The Extraordinary Life of the Navy's "Swede" Momsen and His Role in an Epic Submarine Disaster. ASIN B000IDBZ58
- 1969 – The Valachi Papers ISBN 0-399-10832-7
- 1973 – Serpico ISBN 0-670-63498-0
- 1974 – King of the Gypsies ISBN 0-670-41317-8
- 1979 – Made in America: A Novel ISBN 0-670-44555-X
- 1983 – Marie: A True Story ISBN 0-671-60773-1
- 1986 – Manhunt: The Incredible Pursuit of a CIA Agent Turned Terrorist ISBN 0-394-55293-8
- 1989 – Father and Son: A Novel ISBN 0-671-63172-1
- 1990 – In a Child's Name: The Legacy of a Mother's Murder ISBN 0-671-69416-2
- 1994 – China White: A Novel ISBN 0-671-69417-0
- 1996 – Killer Spy: Inside Story of the FBI's Pursuit and Capture of Aldrich Ames, America's Deadliest Spy ISBN 0-446-60279-5
- 1997 – Underboss: Sammy the Bull Gavano's Story of Life in the Mafia ISBN 0-06-018256-3
- 1999 – The Terrible Hours: The Man Behind the Greatest Submarine Rescue in History ISBN 0-06-019480-4